# Slag om Leyte
De Slag om Leyte was de amfibische invasie van het eiland Leyte door de strijdkrachten van de Verenigde Staten en Filipijnse guerrilla's tijdens de Tweede Wereldoorlog onder het bevel van de Amerikaanse generaal Douglas MacArthur, die vochten tegen het Japans Keizerlijk Leger onder leiding van generaal Tomoyuki Yamashita, van 17 oktober tot 26 december 1944. Deze slag was de eerste waarbij Japan gebruik maakte van Kamikazepiloten. De slag stond bij de Amerikanen bekend onder de codenaam King Two en was onderdeel van de bevrijding van de Filipijnen.

## Achtergrond

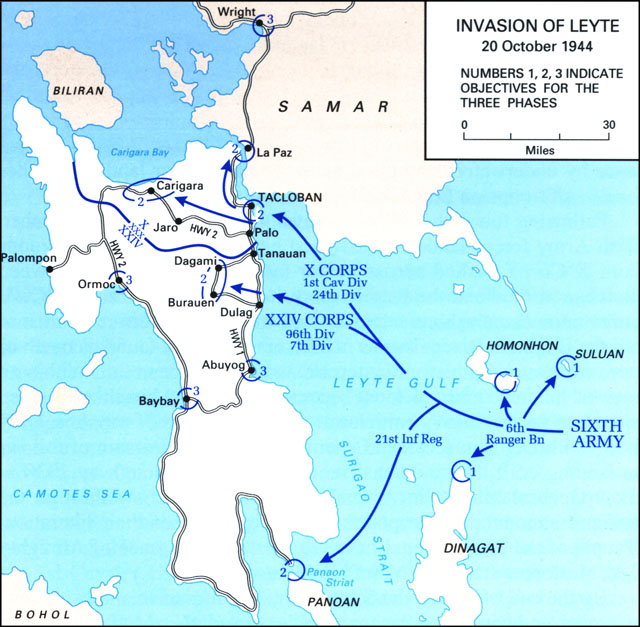
Kaart van de invasie van Leyte op 20 oktober 1944

De Filipijnen werden in 1942 door Japan veroverd. De verovering van de Filipijnen was van strategisch en vitaal belang voor Japan tijdens de Tweede Wereldoorlog, omdat het op belangrijke zeeroutes lag vanaf Sumatra en Borneo voor de vervoer van rubber en aardolie.
Voor de VS was de verovering van de Filipijnen een belangrijke stap in het isoleren van het Japanse Keizerrijk van diens grondstoffen. Daarnaast was de verovering voor generaal MacArthur een persoonlijke kwestie. In 1942, een maand nadat Japan de overgave aanvroeg van de USAFFE, beval de Amerikaanse president Franklin D. Roosevelt generaal MacArthur om de Filipijnen te verlaten om een Amerikaanse strijdkracht te verzamelen en te organiseren in Australië, die bedoeld waren om de USAFFE te verlichten. De zogenaamde hulptroepen bestonden echter niet, maar president Roosevelt wou voorkomen dat generaal MacArthur werd gearresteerd door de Japanners. Toch had MacArthur gezworen dat hij zou terugkeren naar de Filipijnen. Hij verklaarde herhaaldelijk dat het de morele plicht was van de VS om de Filipijnen te bevrijden.
Van september tot begin oktober 1944 voerden vliegtuigen van de vliegdekschepen van de Amerikaanse 3e vloot onder admiraal William F. Halsey verscheidene succesvolle missies. Tijdens de veldslagen van Palau en de Morotai vernietigden zij zo'n 500 vijandelijke vliegtuigen en 180 zeegaande koopvaardijschepen.
Leyte, dat een van de grotere eilanden is in de Filipijnen, heeft tal van diep-water benaderingen en zandstranden, die mogelijkheden boden voor een amfibische invasie en snelle bevoorrading. Leyte bestond uit twee grote valleien, de Leyte-vallei aan de oostkant van het eiland, dat de meeste steden bevat en vanaf de noordkust langs de oostkust naar het zuiden liep en de Ormoc-vallei aan de westkant van het eiland. Beide valleien waren gescheiden door bergen die dwars door het eiland liepen en lagen met elkaar in verbinding door een klein aantal belangrijke snelwegen. Hoge bergtoppen van meer dan 1.300 m, evenals de grillige uitstulpingen, ravijnen en grotten die typisch van vulkanische eilanden waren, boden formidabele defensieve mogelijkheden. Ook dichtbegroeide oerwouden boden formidabele defensieve mogelijkheden. Door de timing van laat in het jaar zouden de gevechtstroepen, evenals piloten en logistieke eenheden problemen krijgen door de moesson.
Het landschap en de wegen van Leyte waren ideaal voor snelle opmars van infanterie en tanks en ideaal voor de bouw van vliegvelden. Vliegtuigen van de Amerikaanse Luchtmacht konden vanuit Leyte gemakkelijk bombardementen uitvoeren overal in de archipel. Het eiland werd bewoond door ongeveer 900.000 mensen, vooral boeren en vissers, waarvan werd gedacht dat ze de Amerikaanse troepen zouden steunen. De inwoners hadden al een jarenlange guerrillastrijd gevoerd tegen de Japanse bezetters. Van de Japanse troepenmacht werd een schatting gemaakt dat die zou bestaan uit ongeveer 20.000 man, voornamelijk uit de 16e infanteriedivisie, onder leiding van luitenant-generaal Shiro Makino.
Het Japanse leger was echter al bewust van een aanval op de Filipijnen, maar de Japanners hadden de aanval echter verwacht op het eiland Mindanao. Door de aanval op het eiland Leyte werden de Japanse troepen afgesneden. Gedurende de invasie was er geen Japanse luchtmacht en geen Japanse marine aanwezig, mede doordat de Japanners dachten dat de invasie ergens anders plaats zou vinden en door het feit dat een groot deel van de Japanse vliegtuigen, die gestationeerd waren in Formosa, al voor de invasie vernietigd waren. Tijdens de Slag in de Golf van Leyte werd een deel van de al in numeriek zwakkere Japanse marine vernietigd, waardoor de Japanse marine geen strategisch wapen meer was en ze de invasie van de Filipijnen niet meer kon verhinderen.

## De strijd

### Landingen

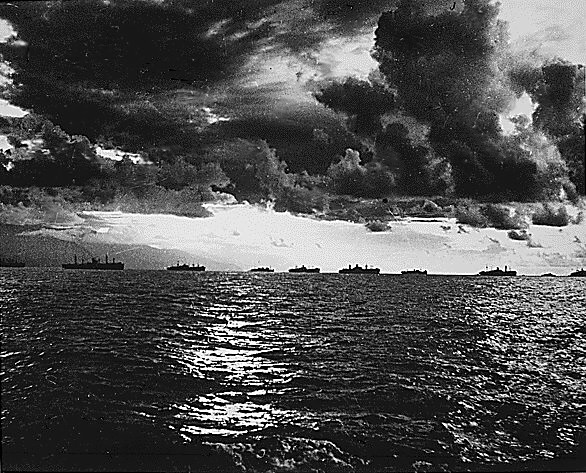
Amfibische voertuigen naderen Leyte (oktober 1944)

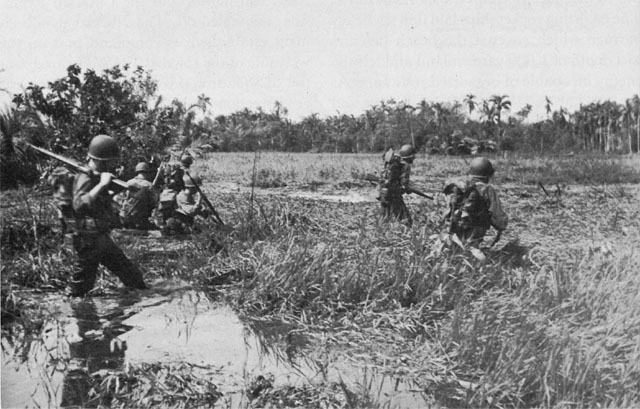
Troepen van de 1e Cavaleriedivisie waden zich een weg door een moeras.

Voordat de landingen konden beginnen werden verschillende voorbereidingen getroffen op 17 oktober, waaronder het vernietigen van zeemijnen en de plaatsing van het 6e Ranger Bataljon en een compagnie van het 21e Infanterieregiment op drie kleinere eilanden in de Golf van Leyte. Hoewel de Rangers vertraagd waren door een storm, kwamen ze voor 12.30 uur aan op de eilanden Suluan en Dinagat. Op Suluan stuitte de groep op een kleine groep Japanse verdedigers en vernietigden ze een radiostation, terwijl het eiland Dinagat onverdedigd was. Op beide eilanden werden navigatielichten geplaatst voor de amfibische landingen die drie dagen later plaatsvonden. De volgende dag werd het derde eiland Homonhon veroverd zonder verzet. Ondertussen vond er verkenning plaats door kikvorsmannen van Underwater Demolition Teams voor de landingsplaatsen op het eiland Leyte.
Na vier uur van zware bombardementen door gevechtsschepen op A-Day (20 oktober 1944), landden het 6e leger om 10.00 uur op de stranden. Eenheden van het 10e legerkorps landden op een strand van 6,4 km lang wat lag tussen Tacloban Domestic Airport en de rivier de Palo. 24 km zuidwaarts, landden eenheden van het 24e legerkorps op een 4,8 km lang strand, wat tussen San Jose en de rivier Daguitan. De Amerikaanse troepen vonden hevig verzet van het moerassige terrein en van vijandelijk vuur. Een uur na de landingen hadden de meeste eenheden bruggenhoofden die diep genoeg waren om zware voertuigen en grote hoeveelheden bevoorrading te leveren. Alleen in de landingszone van de 24e infanteriedivisie had hevig verzet, waardoor er een afleiding gedaan moest worden door de volgtroepen. Ondanks dat was het veilig genoeg dat om 13.30 uur genraal MacArthur voet aan land zette en in de branding de volgende tekst uitriep tegen de Filipijnse bevolking om de begin van hun bevrijding aan te kondigen: "People of the Philippines, I have returned! By the grace of Almighty God, our forces stand again on Philippine soil" ("Mensen van de Filipijnen, ik ben teruggekeerd! Door de genade van de Almachtige God, staan onze krachten weer op Filipijnse bodem".")
Tegen het einde van A-Day hadden de troepen van het 6e leger zich 3,2 km landinwaarts verplaatst en hadden de straat van Panaon aan de zuidkant van Leyte in handen. In het gebied van het 10e legerkorps had de 1e Cavaleriedivisie het vliegveld van Tacloban in handen. De 24e infanteriedivisie had heuvel 522 ingenomen die de bruggenhoofden controleerde. De 7e Infanteriedivise had de stad Dulag ingenomen, waardoor generaal Makino gedwongen was om zijn hoofdkwartier 16 km landinwaarts te plaatsen in het dorp Dagami. De eerste gevechten werden door de Amerikanen gewonnen tegen een prijs van 49 doden, 192 gewonden en zes vermisten.

### Veldtocht in het zuiden van de Leyte-vallei

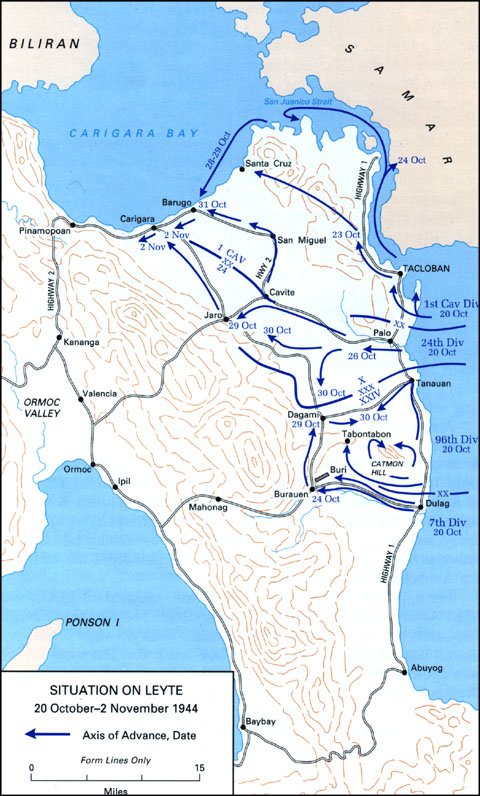
Situatie in Leyte van 20 oktober 1944 tot 2 november 1944.

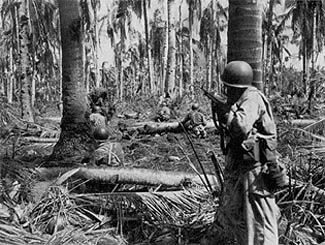
Amerikaanse infanteristen die voorzichtig een machinegeweer nest benaderden.

Het 6e leger maakte gestage vooruitgang landinwaarts tegen sporadische en ongecoördineerde vijandelijke weerstand in de komende dagen. De 1e Cavaleriedivisie van generaal-majoor Verne D. Mudge stelde de hoofdstad veilig op 21 oktober. Op 23 oktober zat Generaal MacArthur een ceremonie voor om de burgerlijke overheid in ere te herstellen. De 1e en 2e Cavaleriebrigades hielden stand tegen een Japanse aanval, komend vanuit de bergen, waarna de 1e Cavaleriedivisie toestemming kreeg om verder landinwaarts te gaan.
Aan de linkerflank van het 10e legerkorps trok de 24e infanteriedivisie onder generaal-majoor Frederick Irving landinwaarts tegen zwaar vijandelijke weerstand. Na dagen en nachten van hard vechten en het doden van achthonderd Japanse soldaten, breidden het 19e infanterieregiment en het 34e infanterieregiment hun gebied uit, door het hoger gelegen gebied te veroveren. Daarmee hadden ze controle over de toegang tot het noordelijke deel van de Leyte-vallei. Op 1 november, na zeven dagen van opmars door tankinfanterie met ondersteuning van artillerie, waren beide regimenten opgerukt door de Leyte-vallei en hadden de noordkust en de haven van Carigara in zicht. De volgende dag veroverde de 2e brigade van de 1e cavaleriedivisie de stad Carigara. Tijdens de veldtocht van de 24e infanteriedivisie door de Leyte-vallei, maakte de divisie ongeveer 3000 vijandelijke slachtoffers. Door de verovering van Carigara hadden de Japanse strijdkrachten nog maar een groot bolwerk over op Leyte, namelijk Ormoc aan de westkust van de provincie Leyte.

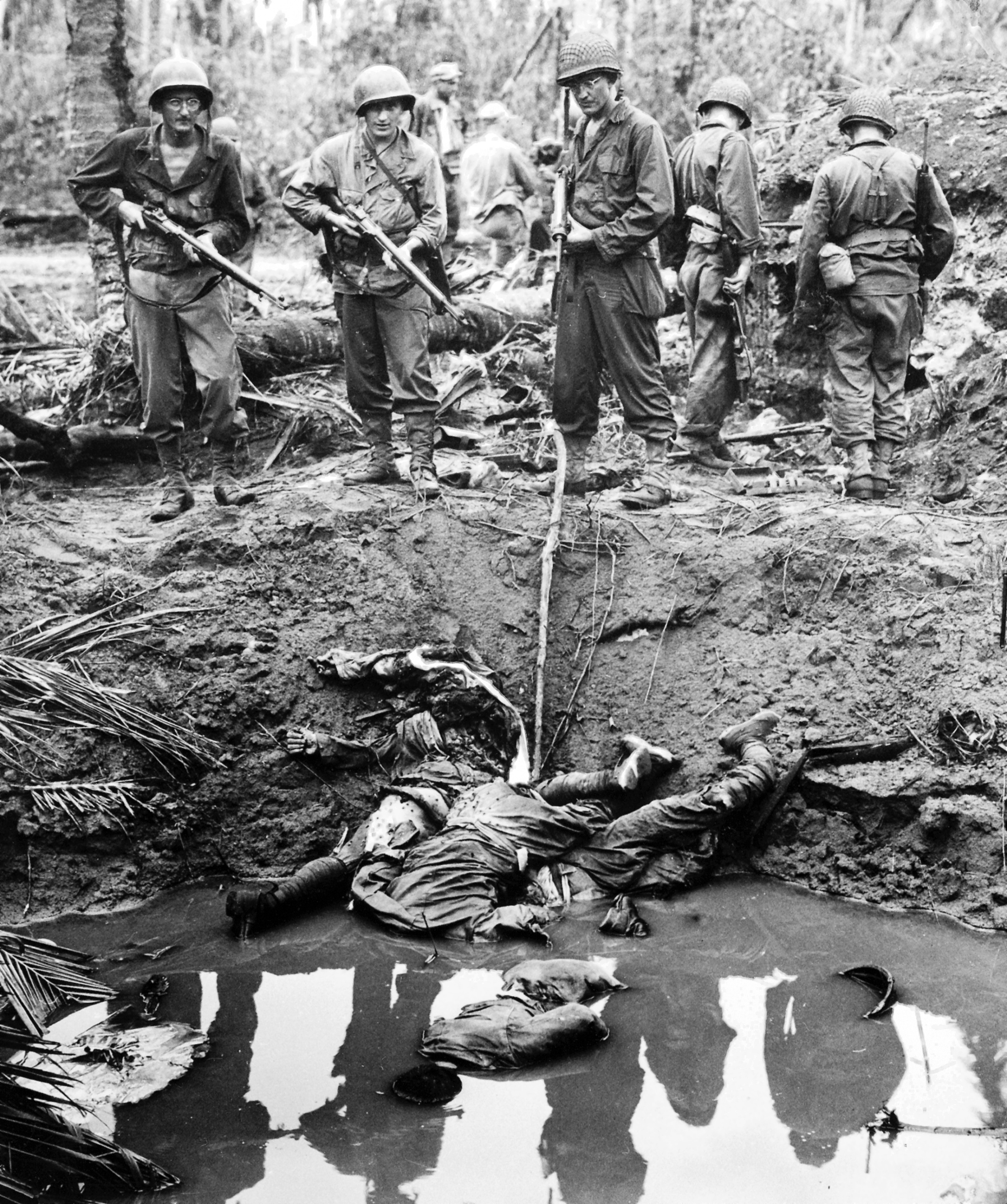
Vier Japanse sluipschutters doodgeschoten in het modderige water van een bomkrater.

Vanaf het bruggenhoofd van het 24e legerkorps stuurde generaal Hodge twee divisies naar het zuidelijke deel van de Leyte-vallei. In dat gebied waren al vier vliegvelden en een bevoorradingsbasis aanwezig. Generaal-majoor James L. Bradley 96e infanteriedivisie had de taak om Catmon Hill te veroveren. Dit was een heuvel van ongeveer 430 m hoog, die het hoogste gebied was in de gebieden van beide korpsen. De Japanners gebruikte de heuvel als observatiepost en als plaats voor hun artillerie om te vuren op de landingsvoertuigen. Onder dekking van artillerie en geschut van gevechtsschepen trokken de troepen door de moerassen ten zuiden en westen van de heuvel op Labiranan Head. Na drie dagen strijden nam het 382e infanterieregiment op 28 oktober een belangrijke bevoorradingsbasis in op Tabontabon, ongeveer 8 km landinwaarts en doodden ongeveer 350 Japanse soldaten. Tegelijkertijd trokken twee bataljons van het 381e infanterieregiment en 383e Infanterieregiment op richting Catmon Hill tegen zwaar vijandelijk tegenstand. Toen de heuvel veroverd was, hadden de Amerikanen 53 bunkers, zeventien grotten en een aantal artillerieposities ontruimd.
Op de linkerflank van het 24e legerkorps trok de 7e infanteriedivisie, onder leiding van generaal Archibald Arnold, landinwaarts richting vier vliegvelden tussen de dorpen Dulag en Burauen. Op 21 oktober nam het 184e Infanterieregiment het vliegveld bij Dulag in, terwijl het 32e infanterieregiment beide zijden van de Calbassagrivier innam. De bloedige strijd om de vliegvelden en de dorpen werd besloten door flankerende wigbewegingen van tanks, die de weg vrijmaakten voor de infanterie. Bij Burauen vocht het 17e infanterieregiment tegen fanatiek, maar vergeefs Japans verzet. De Japanners maakten gebruik van gecamoufleerde schuttersputten en zelfmoordaanvallen om de Amerikanen tegen te houden. De Japanners plaatsten explosieven tegen de Amerikaanse tanks om die tegen te houden vanuit hun schuttersputten of tijdens de aanvallen. 1,5 km ten noorden doodde het 32 infanterieregiment meer dan 400 Japanse soldaten op vliegveld Duri. Terwijl twee bataljons patrouilleerden op de linkerflank van het korps, rukten het 17e infanterieregiment samen met het 2e bataljon van het 184e infanterieregiment op richting Dagami, ongeveer 10 km ten noorden van Burauen. Door gebruik te maken van vlammenwerpers om de vijanden uit bunkers en een begraafplaats te verdrijven, veroverden Amerikaanse troepen Dagami op 30 oktober, waarmee generaal Makino gedwongen was zijn hoofdkwartier verder westwaarts te verplaatsen. Ondertussen trok het 32e infanterieregiment samen met de 7e cavalerie verkenningseskader van de 1e cavaleriedivisie, 24 km zuidwaarts langs de oostkust richting Abuyog om het gebied te veroveren om vervolgens westwaarts te trekken door de bergen om Ormocbaai te veroveren. Tijdens deze tocht stuitte de groep op geen weerstand.

### Japanse tegenaanval
Terwijl het zesde lege steeds dieper Leyte in trok, sloegen de Japanners terug vanuit de zee en in de lucht. Op 24 oktober bereikten 150 tot 200 Japanse vliegtuigen de landingsplaatsen en de schepen in het noorden van Leyte. 50 Amerikaanse vliegtuigen, die gestationeerd waren op Leyte stegen op om de vijand te onderscheppen en claimden tussen 66 en 84 vijandelijke vliegtuigen te hebben neergehaald. Dag en nacht, gedurende vier dagen werden aanvallen uitgevoerd, waarbij bevoorradingsplaatsen en bevoorradingsschepen zwaar beschadigd werden. Maar op 28 oktober was de dreiging van Japanse luchtaanvallen, door Amerikaanse tegenaanvallen op Japanse vliegvelden en schepen zodanig verkleind, dat deze geen grote bedreiging meer vormden. Terwijl hun luchtstrijdkrachten verminderden, gingen de Japanners over op kamikazeaanvallen, waarbij Japanse piloten hun vliegtuigen, die volgeladen waren met bommen, tegen Amerikaanse schepen aan vlogen. Hun eerste doel was de transport- en escortevloot die zich op A-Day had verzameld in de Golf van Leyte. Daarbij lieten ze een vliegdekschip zinken en beschadigden vele andere schepen.
Op zee ontwikkelde zich hierdoor een ernstige bedreiging voor de Amerikanen. Het opperbevel van de Japanse Keizerlijke Marine besloot om de volledige Amerikaanse vloot die het 6e leger ondersteunde te vernietigen door een beslissende slag met de Amerikanen. Het plan was om aan te vallen in drie grote groepen. Een daarvan, die onder andere bestond uit vier vliegdekschepen met vliegtuigen, had de taak om de Amerikaanse marine weg te lokken uit de Golf van Leyte naar het noorden. Als de afleiding werkte, zouden de andere twee groepen, die voornamelijk uit gevechtsschepen bestonden, vanuit het westen komen om de Amerikaanse transportschepen vernietigen.
Op 23 oktober werd het plan van de Japanse marine ontdekt. De Amerikaanse marine trok eropuit om de Japanse marine te onderscheppen en de slag in de Golf van Leyte was ontstaan. Van 23 oktober tot 28 oktober streden beide marines tegen elkaar en daarbij werd een zwaar verlies aan de Japanse marine toegebracht. Desalniettemin slaagde het Japanse leger er in om op 11 december 34.000 soldaten en 10.000 ton aan voorraden en materiaal te plaatsen op Leyte. De meeste troepen en voorraden kwamen binnen via de haven van Ormoc. Dit ondanks de verliezen aan hun konvooien op Ormoc Bay en luchtaanvallen van de Amerikaanse luchtmacht.

### Veldtocht in het noorden van de Leyte-vallei
De Japanse versterkingen vormden een ernstige dreiging voor zowel Krueger als MacArthur. In plaats van dat zij het eiland schoonveegden van vijandelijke troepen, na het bevrijden van het oostelijk deel van het eiland, moest het 6e leger zich gaan voorbereiden voor gevechten in de bergen aan de westzijde van het eiland. Daarbij werden er drie reservedivisies naar Leyte gebracht om de aanwezige troepen te versterken en brachten MacArthurs plannen voor de bevrijding van de rest van de Filipijnen tot stilstand.
De 1e cavaleriedivisie en de 24e infanteriedivisie kwamen op 2 november bij elkaar bij Carigara, wat het succes van de invasie markeerde. Na zeventien dagen strijd had het 6e leger al zijn doelen uit de eerste en de tweede fase bereikt, net zoals een uit de derde fase, namelijk Abuyog. Daarnaast hadden delen van de 7e infanteriedivisie een opmars landinwaarts gemaakt vanaf het meest zuidelijke deel van het 24e legerkorps en hadden de wegen naar de stad Baybay aan de westkust in handen. Alleen een belangrijk punt, de Ormoc-vallei aan de westkust, bleef nog in vijandelijke handen.
Om de Ormoc-vallei te veroveren bedacht generaal Krueger een operatie met een tangbeweging. Hierbij trokken troepen van het 10e legerkorps naar het zuiden door de bergen, terwijl de troepen van het 24e legerkorps naar het noorden trokken langs de westkust. Om de verwachte hoge weerstand te overwinnen zette Krueger zijn reservedivisies, de 32e infanteriedivisie en de 77e infanteriedivisie in, terwijl MacArthur zijn 11e luchtlandingsdivisie inzette. De 21e verkenners trokken weg uit het gebied van Panaon om zich bij de 24e infanteriedivisie te voegen en werden vervangen voor een bataljon van de 32e infanteriedivisie. Op 3 november trok het 34e infanterieregiment zich terug uit het westelijke gebied van Carigara om de noordkust veilig te stellen, voordat ze verder zuidwaarts de bergen in gingen. Het 1e bataljon kwam al snel onder vuur vanaf een richel langs de snelweg. Ondersteund door het 63e veldartilleriebataljon rukte de eenheid op richting de richel om het gebied veilig te stellen. Die nacht rukte het 34e infanterieregiment zonder weerstand op door de stad Pinamopoan. Daar ontdekte de eenheid verschillende zware wapens die achtergelaten waren door de Japanners. De eenheid stopte haar tocht op het punt waar snelweg 2 zuidwaarts gaat richting de bergen.

### Slag om "Breakneck Ridge" en "Kilray Ridge"

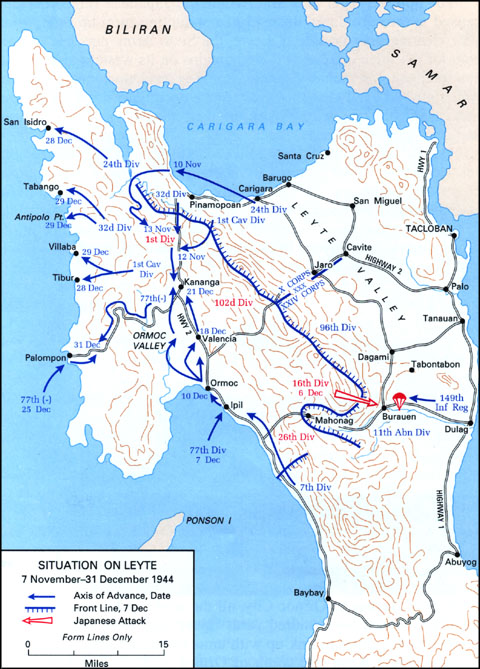
Situatie in Leyte van 7 november tot 31 december 1944

Op 7 november ging het 21e infanterieregiment voor het eerst in gevecht op Leyte, toen het verhuisde naar de bergen langs snelweg 2 bij Carigara. Het frisse regiment, wat ook het 3e bataljon van het 19e infanterieregiment bij zich had, raakte voor het eerst in gevecht met Japanse strijdkrachten toen het regiment stuitte op sterke verdedigingen van de pas gearriveerde Japanse 1e infanteriedivisie. De 1e divisie had een verdedigingslinie gecreëerd dat van oost naar west langs de weg, dat opgebouwd was uit boomstammen, zware gevechtsposities, loopgraven en schuttersputjes. Deze linie werd bekend als de "Breakneck Ridge".
Op 8 november belemmerde een tyfoon de Amerikaanse opmars. De tyfoon duurde enkele dagen en bracht zware regen met zich mee. De storm veroorzaakte harde wind, bomen die omvielen en modderstromen. Ondanks dat en de vertraagde levering van goederen zette het 21e infanterieregiment zijn aanval toch in, waarbij compagnieën zich vaak terug moesten trekken en heuvels meerdere malen veroveren. De Amerikanen slaagden erin om heuvel 1525 te veroveren die 3 km verder naar het oosten lag. Hierdoor kon generaal-majoor Irving de vijand verder laten verspreiden over een 6,5 km lange linie, langs snelweg 2.
Vijf dagen van vechten tegen de schijnbaar onneembare heuvelposities en twee nachten van vijandelijke tegenaanvallen bleken vruchteloos. Generaal Irving besloot daarom om de vijand van twee kanten te benaderen. Het 2e bataljon van de 19e infanteriedivisie ging richting het oosten, om heuvel 1525 heen, achter de vijandelijke rechterflank langs om zo vervolgens terug te gaan richting snelweg 2 op 5 km ten zuiden van Breakneck Ridge. Om de linkerflank in het westen te veroveren, stuurde generaal-majoor Irving het 1e bataljon van het 34e infanterieregiment, onder leiding luitenant-kolonel Thomas E. Clifford, uit het gebied van Carigara over het water richting een punt 3 km westwaarts, waar de snelweg zuidwaarts gaat. Daar trokken de troepen landinwaarts. De amfibische manoeuvre werd gemaakt in achttien LVT's van het 727e Amfibische tractorbataljon. Na het oversteken van een bergkam en de rivier de Leyte, benaderden de troepen de linkerflank van de vijand op een hoogte van 270 m op "Kilay Ridge", het hoogste punt achter het slagveld. Beide bataljons bereikten op 13 november hun positie op slechts 910 m van elkaar af aan weerszijden van de snelweg, ondanks hevige weerstand en regenval. Kolonel Cliffords bataljon viel Kilray Ridge onmiddellijk aan in het westen, terwijl het 2e bataljon een andere heuvel in het oosten aanviel. Beide bataljons bereikten hun doel niet.
Het duurde twee weken van strijden totdat Cliffords mannen eindelijk een weg vrij hadden gemaakt richting de top van Kilray Ridge en de vijand hadden verdreven. Vaak kwamen ze tijdens de strijd dicht bij eigen mortier en artillerievuur. Op 2 december hadden Cliffords mannen Kilray Ridge en omliggende heuvels veroverd en werden ze afgelost door eenheden van de 32e infanteriedivisie. Het 1e bataljon had 26 doden, 101 gewonden en twee vermisten, in tegenstelling tot de 900 Japanse doden. Voor hun zware inspanningen tegen Kilay Ridge en aangrenzende gebieden, ontvingen beide flankerende bataljons Presidential Unit Citations. Kolonel Clifford kreeg voor zijn acties de Distinguished Service Cross. Het duurde nog tot 14 december voordat de 34e infanteriedivisie en de 1e cavaleriedivisie Kilray Ridge en Breakneck Ridge eindelijk veroverd hadden, waarmee de belangrijkste posities tussen Carigara en Ormoc nu in handen waren van het 10e legerkorps.
Gedurende deze fase waren de Amerikaanse inspanningen in toenemende mate gehinderd door logistieke problemen. Bergachtig terrein en onbegaanbare wegen dwongen het 6e leger om geïmproviseerd bevoorrading te leveren. Hierbij werd gebruikgemaakt van landingsvoertuigen, LVT's, luchtdroppingen, artillerietrekkers, vrachtwagens en zelfs vrijwillige Filipijnse dragers. Het 727e Amfibische tractorbataljon maakte dagelijks meerdere bevoorradingsritten met voedsel en munitie tussen Capoocan en Calubian. Vanuit Calubian zou het 727e bataljon gebruikmaken van de Naga rivier richting Consuegra, om daar vervolgens verder landinwaarts te gaan richting Agahang. Op de terugreis zouden ze de slachtoffers evacueren. Zoals viel te verwachten vertraagde de bevoorrading en ook het tempo van de Amerikaanse aanvallen. Met name in de bergen in het noorden en oosten van de Ormoc-vallei en langs de bergkammen van Ormocbaai.

### Opmars door de Ormoc-vallei
Terwijl het 10e legerkorps zich een weg baant en vooruitgang boekt door de noordelijke bergen, had het 24e legerkorps moeite om troepen te verzamelen voor hun noordelijke opmars door de Ormoc-vallei, langs de westkust. Tegen medio november had het 24e legerkorps alleen het 32e infanterieregiment in het westen van Leyte, terwijl de rest van de 7e infanteriedivisie Burauen nog moest veiligstellen. Alleen dankzij de komst van de 11e luchtlandingsdivisie op 22 november was het mogelijk dat Generaal Hodge de volledige 7e infanteriedivisie kon verplaatsen naar het westen. Op de avond van 23 november werd het 32e infanterieregiment aangevallen door de Japanse 26e infanteriedivisie. Het 2e bataljon werd gedwongen zich terug te trekken, maar heroverde het verloren terrein de volgende dag. Generaal Arnold beval zijn eenheden zich in te graven en voegde het 1e bataljon van het 184e infanterieregiment toe aan de 32e infanterieregiment, samen met versterkingen van het 767e tankbataljon, 49e veldartilleriebataljon en een 105mm batterij van de United States Marine Corps. Deze eenheden waren afkomstig uit de geannuleerde operatie op de Yap-eilanden. Geteisterd door de bombardementen van deze artillerie-eenheden vielen de Japanners deze eenheden aan op 24 november. Hierbij schakelden ze vier houwitsers van 105 mm uit. De volgende dag kwam de 57e veldartilleriebataljon ter versterking. Hiermee had de 7e infanteriedivisie vijf extra batterijen ter ondersteuning, in wat een belangrijk defensieve inspanning werd. De strijd om "Shoestring Ridge" ging verder, terwijl de Japanners twee keer aanvielen in de opvolgende nachten, ondanks hun zware verliezen. Het duurde pas tot 27 november totdat de Amerikanen de mogelijkheid hadden om in de aanval te gaan. Hierbij doodden ze ongeveer 500 Japanners en vonden ze 29 verlaten machinegeweernesten tijdens hun opmars richting het noorden.
Generaal Arnold boekte eindelijk vooruitgang richting Ormoc met een nieuwe tactiek. In de nacht van 4 december gingen voertuigen van het 776e Amfibische Tankbataljon de zee op en voeren noordwaarts langs de kust, ongeveer 1 km voorafgaand aan de grondtroepen. De volgende ochtend voeren de tanks ongeveer 200 meter van de kust en vuurden op de heuvels die voor het oprukkende 17e infanterieregiment en 184e infanterieregiment lagen. Deze tactiek werkte en de slecht georganiseerde verdedigers richtten hun aanval op de tanks. De 7e infanteriedivisie rukte op met twee regimenten en kwam al snel onder vijandelijk vuur terecht van heuvel 918. Deze heuvel overzag de gehele linie vanaf de stad Ormoc tot aan de kust. Na twee dagen van vechten kon heuvel 918 en andere punten worden veroverd, wat de opmars versnelde. Tegen 12 december was generaal Arnolds meest vooruitgeschoven bataljon nog geen 16 km ten zuiden van de stad Ormoc.

### Val van Ormoc
Terwijl Generaal Arnold steeds dichter bij Ormoc kwam, lanceerden de Japanners een verrassingsaanval op de vliegvelden bij Burauen met de 16e infanteriedivisie en de 26e infanteriedivisie, samen met het 3e luchtaanvalsregiment en het 4e luchtaanvalsregiment. Bij schemer werden op 6 december 350 parachutisten gedropt, waarvan de meeste in de buurt van de San Pablo landingsbaan. Hoewel de aanval slecht gecoördineerd was, leverde het wel de inbeslagname op van enkele achterlaten wapens, die ze de komende vier dagen gingen gebruiken tegen de Amerikanen. Haastig verzamelde reserves en groepen van ondersteunings- en bijstandstroepen van de Amerikaanse 7e infanteriedivisie hielden de Japanners tegen, totdat versterkingen uit de 11e luchtlandingsdivisie en de 38e Infanteriedivise sterk genoeg waren om de vijandelijke parachutisten te omsingelen en te verslaan in de avond van 11 december. Met slechts een paar bevoorradingszones en vliegtuigen op de grond te hebben vernietigd en bouwprojecten te hebben vertraagd, had de Japanse aanval weinig succes en geen enkel effect op de totale veldslag in Leyte.
Ondertussen ontving het 24e legerkorps aan de westkust versterkingen. De 77e infanteriedivisie onder leiding van generaal majoor Andrew Bruce landde ten zuiden van de stad Ormoc. De regimenten van de 77e infanteriedivisie, het 305e infanterieregiment, 306e infanterieregiment en het 307e infanterieregiment kwamen ongehinderd aan land, hoewel de marine wel werd bestoken door kamikazepiloten. De komst van de 77e infanteriedivisie bleek doorslaggevend. Dit stelde de 7e infanteriedivisie in de gelegenheid om haar opmars naar het noorden te hervatten, en de verdedigende Japanse troepen werden snel ingeklemd tussen de twee divisies. Generaal Suzuki beval de troepen bij Burauen om zich terug te trekken, over de bergen te gaan en de troepen bij Ormoc te versterken. Alleen enkele kleine groepen van sterk ondervoede en uitgeputte soldaten bereikten de westkust op tijd om nog van nut te kunnen zijn.
De 77e infanteriedivisie stuitte op hevig verzet bij "Camp Downes", een vooroorlogse Filipijnse politiepost. Ondersteund door het 305e veldartilleriebataljon en het 902e veldartilleriebataljon trokken generaal Bruce's mannen richting Camp Downes. Ze trokken door Camp Downes en bereikten op 10 december de stad Ormoc. Bij de laatste aanval doodden de Amerikanen 1506 Japanse soldaten en namen er zeven gevangen. Dit tegen een verlies van 123 doden en gewonden en dertien vermisten. Door de val van de stad Ormoc waren het 10e legerkorps en het 24e legerkorps slechts 24 km van elkaar verwijderd. De enige laatste grote vijandelijke positie tussen hen in, bevond zich bij een huizenblok ten noorden van Ormoc. Dit punt werd verdedigd door het Japanse 12e onafhankelijke infanterieregiment en hield twee dagen stand tegen de Amerikanen. Op 14 december kwam het 305e infanterieregiment dichter bij het bolwerk, met ondersteuning van zwaar artillerievuur en met gebruikmaking van vlammenwerpers en gepantserde bulldozers. Compagnie E van het 2e bataljon van het 305e infanterieregiment dreef onder hevig vijandelijk vuur, man-tegen-mangevechten en inspirerend leiderschap van Medal of Honor drager kapitein Robert Nett, de vijand van het huizenblok weg en doodde hierbij een aantal Japanse soldaten.

### Opmars westwaarts richting de kust
Na het uitbreken van Ormoc nam de 77e infanteriedivisie op 18 december het vliegveld van Valencia in, ongeveer 11 km ten noorden van Ormoc. De divisie bleef noordwaarts gaan om contact te maken met het 10e legerkorps. Diezelfde dag beval generaal Sibert de 1e cavaleriedivisie om zuidwaarts te gaan. Het 12e cavalerieregiment trok uit de bergen en ging zuid-westwaarts richting snelweg 2. Met ondersteuning van de 271e veldartilleriebataljon werd een gat van 5 km geslagen langs de linie. De 32e infanteriedivisie stuitte op hevig verzet, nadat ze zuidwaarts trokken langs snelweg 2 en langs Kilay Ridge. Hierbij ging de opmars dwars door een dichtbegroeide jungle, waardoor het zicht verminderde en de vijand zich goed kon verbergen. Door gebruik te maken van vlammenwerpers, handgranaten, geweren en bajonetten maakte de Amerikanen een opmars die gemeten werd in meters. Na vijf dagen vechten hadden het 126e infanterieregiment en het 127e infanterieregiment nog minder dan 1,5 km afgelegd. Contact tussen patrouilles van het 12e cavalerieregiment en het 306e infanterieregiment op 21 december, markeerde de sluiting tussen het 10e legerkorps en het 24e legerkorps en markeerde ook het succes van de tangbeweging van de Amerikaanse troepen door de Ormoc-vallei.
Terwijl de 32e infanteriedivisie en 77e infanteriedivisie zich concentreerden op de vallei, rukte de 11e luchtlandingsdivisie onder leiding van generaal-majoor Joseph Swing op richting de bergpassen aan de oostzijde van de centrale bergen op het eiland. Met posities in het zuiden van de Leyte-vallei tussen 22 en 24 november, rukte het 511e parachutisteninfanterieregiment verder op westwaarts. Na een moeizame vooruitgang bereikte het 511e parachutisteninfanterieregiment op 6 december de stad Mahonag, ongeveer 16 km ten westen van Burauen. Diezelfde dag landden Japanse parachutisten vlak bij de vliegvelden van San Pablo en van Buri. Op 16 december maakte het 2e bataljon van het 32e infanterieregiment een langzame maar gestage vooruitgang richting de bergen van de Ormocbaai, om het luchtlandingsregiment te helpen in diens opmars westwaarts. Op 23 december, na dagen van vechten tegen verspreide vijandelijke eenheden op richels en in grotten, ontmoetten de troepen van de 7e infanteriedivisie het 2e bataljon van het 187e zweefvliegtuiginfanterieregiment, die het 511e parachutisteninfanterieregiment passeerden.
Generaal Bruce zette op 22 december de aanval in door het versturen van het 2e en 3e bataljon van het 305e infanterieregiment naar het westen toe, ondersteund door enkel pantservoertuigen. Daaropvolgend kwam het 302e geniebataljon die de bruggen herstelden en versterkten voor tanks, artillerie, zware pantservoertuigen en bevoorradingsvoertuigen. Aanvalseenheden vorderden snel door sporadische vijandelijk vuur totdat ze op sterk verdedigde posities stuitten, ongeveer 13 km van Palompon af. Om de vaart en vorderingen te herstellen, zette generaal Bruce het 1e bataljon van het 305e infanterieregiment in. Deze zou met landingsvoertuigen vanaf de haven van Ormoc varen naar Palompon. Met ondersteuning van mortiergeschut vanaf de boten van de 2e speciale geniebrigade en door zware 155 mm houwitsers van het 531e veldartilleriebataljon, landden de infanteristen op 25 december om 7.20 uur aan de kust en stelden de kleine kuststad binnen vier uur veilig.
Generaal MacArthur kondigde na de verovering van de laatste belangrijke Japanse haven op het eiland aan dat het georganiseerde verzet voorbij was. Nadat enkele verzetsgroepen werden uitgeschakeld, droeg hij de controle over Leyte en Samar over aan het 8e leger. Verder naar het noorden maakten andere Amerikaanse troepen snelle vooruitgang tegen ongeorganiseerde en moedeloze vijandelijke troepen. De 1e cavaleriedivisie bereikte op 28 december de westkust, terwijl diezelfde dag de 24e infanteriedivisie het noordwestelijke deel van het eiland veilig stelde. Twee dagen later ontmoette de 1e cavaleriedivisie enkele patrouilles van de 32e infanteriedivisie. De Japanse verdedigers bleven echter als eenheden vechten tot 31 december en het duurde tot 8 mei 1945 totdat het eiland volledig veilig was gesteld en ook de laatste achterblijvers waren gedood of gevangengenomen.

## Nasleep
De veldtocht in Leyte bleek de eerste en meest beslissende operatie in de Amerikaanse herovering van de Filipijnen, en ze kostte de Amerikaanse strijdkrachten een totaal van 15.584 slachtoffers, waarvan er 3504 werden gedood tijdens gevechten. Echter waren de Amerikanen niet de enigen die verlies leden tijdens deze slag. Er vielen ook een aantal Australische slachtoffers, namelijk dertig doden en 64 gewonden toen een Japans kamikazevliegtuig neerstortte in de zware kruiser HMAS Australia, tijdens de slag in de Golf van Leyte.
De Japanners verloren naar schatting 49.000 gevechtstroepen in hun mislukte verdediging van Leyte. Hun verliezen waren zeer zwaar: het leger verloor vier divisies en een aantal aparte gevechtseenheden, terwijl de marine 26 grote oorlogsschepen, 46 grote transportschepen en honderden koopvaarders verloor. Dankzij de strijd verloor Japan ook een groot aantal vliegvelden en op land gestationeerde vliegtuigen. In totaal verloren ze ongeveer 50% van hun luchtstrijdkrachten in de Filipijnen, waardoor ze gedwongen waren om over te stappen op kamikazepiloten. Zo'n 250.000 troepen bleven gestationeerd op Luzon, maar door het verlies van een groot deel van hun luchtmacht en marine was generaal Yamashita nu gedwongen om over te gaan op de verdediging van Luzon, wat een passieve uitputtingsslag werd op het grootste en belangrijkste eiland in de Filipijnen. Na het definitieve verlies van Leyte gaven de meeste Japanse troepen de hoop op om de Filipijnen nog te behouden. Hierdoor hadden de Amerikanen een belangrijke basis ingenomen, waarbij Japan was afgesneden van buitenlandse rijkdommen en van waaruit de laatste aanvallen op de Japanse eilanden konden worden gelanceerd.